# Die kleine Hütte
Die kleine Hütte (Originaltitel: The Little Hut) ist eine britisch-US-amerikanische Filmkomödie von Mark Robson aus dem Jahr 1957 mit Ava Gardner, Stewart Granger und David Niven in den Hauptrollen. Als literarische Vorlage diente das Bühnenstück La Petite hutte (1947) von André Roussin, das von Nancy Mitford für den englischsprachigen Raum adaptiert wurde.

## Handlung
Lady Susan Ashlow fühlt sich von ihrem vielbeschäftigten Ehemann Sir Philip Ashlow vernachlässigt. Eines Tages überredet sie Philip, mit ein paar Freunden Urlaub auf der gemeinsamen Yacht zu machen. Nach einem heftigen Unwetter stranden Susan, Philip und ihr Freund Henry Brittingham-Brett auf einer einsamen Südseeinsel. Auch Nelson, der Hund der Ashlows, kann sich ans Ufer retten. Wie bereits vor und während ihrer Reise versucht Susan permanent, ihren Gatten mit Junggeselle Henry eifersüchtig zu machen, um so Philips Interesse für sie neu zu beleben. Dieser ist derweil voll und ganz damit beschäftigt, für sich und Susan eine große Hütte zu bauen, woraufhin er Henry eine kleine separate Hütte errichten will.
Nachdem Philip mit dem Bau der zwei Hütten fertig geworden ist, sieht Susan ihre Chance auf eine romantische Nacht mit Philip endlich gekommen. Aus Eifersucht macht ihr jedoch Henry einen Strich durch die Rechnung, indem er Philip zu einer Partie Schach überredet. Nach mehreren Wochen fühlt sich Henry derart einsam, dass er Susan küsst und mit ihr eine echte Affäre anfangen möchte. Als Susan sein Angebot ablehnt, macht er Philip den Vorschlag, sich Susan zu teilen. Zudem behauptet er, dass er und Susan bereits seit Jahren eine Affäre hätten.
Als Kapitän seiner Yacht fühlt sich Philip berechtigt, sowohl Eheschließungen als auch Scheidungen durchzuführen. Nun will er, dass Susan bei ihm die Scheidung einreicht, was diese auch tut. Daraufhin lässt Philip Susan mit Henry allein in der großen Hütte, während er selbst es sich in der kleinen Hütte bequem macht. Des Nachts schickt er jedoch seinen Hund Nelson zur großen Hütte, damit dieser Henry vertreibt. Später kommen sich Susan und Philip wieder näher, da der Wettstreit um Susan seine Liebe für sie tatsächlich neu entfacht hat.
Nachdem sie von einem Schiff gerettet wurden und sich wieder im heimatlichen London befinden, glaubt Henry, dass die Scheidung der Ashlows rechtskräftig sei. Als er im Haus der Ashlows Susan einen Heiratsantrag machen will, entdeckt er, dass Susan dabei ist, Babysachen zu stricken. Er sieht schließlich ein, dass die Ashlows miteinander wieder glücklich sind.

## Hintergrund
Die Filmrechte an der französischen Theatervorlage von André Roussin hatte sich ursprünglich der britische Produzent und Regisseur Alexander Korda gesichert. Für die Hauptrollen hatte Korda George Sanders, Zsa Zsa Gabor und David Niven vorgesehen. Als wiederum Regisseur Mark Robson und der Drehbuchautor F. Hugh Herbert das Projekt mit ihrer eigenen, neu gegründeten Produktionsfirma übernahmen und Herbert das Skript fertiggestellt hatte, versuchten sie zunächst, Audrey Hepburn und Mel Ferrer, die seinerzeit miteinander verheiratet waren, für die Hauptrollen zu gewinnen.
Gedreht wurde in London und in den Cinecittà Filmstudios in Rom. Einige Außenaufnahmen entstanden auf Jamaika. Die Kostüme von Ava Gardner entwarf Christian Dior.
Am 3. Mai 1957 fand die Premiere des Films in New York statt. In Deutschland wurde Die kleine Hütte erstmals am 29. November 1957 in den Kinos gezeigt. Am 29. November 1969 wurde die Komödie erstmals im deutschen Fernsehen ausgestrahlt.

## Kritiken
Bosley Crowther von der New York Times beklagte, dass dem Film die „Verschmitztheit“ der Vorlage fehle, die die „praktisch nicht existierende Handlung“ hätte stützen können. Die Darbietungen der drei Hauptdarsteller seien unter der „behäbigen Regie von Mark Robson […] witzlos und langweilig“. Der ganze Film wirke „so unbeholfen“, dass es seinen „schlechten Geschmack“ verschleiere.
Das Lexikon des internationalen Films bezeichnete Die kleine Hütte als „[u]nterhaltsame Dreieckskomödie nach einer französischen Vorlage, die auf amerikanische Verhältnisse zugeschnitten“ und „dank charmanter Darsteller recht amüsant“ sei. Die Filmzeitschrift Cinema fasste die Komödie mit „[k]ein Hüttenzauber, nur Geplänkel unter Palmen“ zusammen. Das abschließende Fazit lautete: „Nonchalant bis zur Belanglosigkeit.“
Prisma fand, Regisseur Mark Robson habe „die witzige Dreiecksgeschichte zwar etwas statisch“ in Szene gesetzt, dabei habe er es vor allem an der „Frivolität der französischen Vorlage“ missen lassen, doch könne seine Arbeit dennoch „durch gute Darsteller und typisch britischen Humor überzeugen“. Für den Evangelischen Filmbeobachter handelte es sich um einen „mittelmäßige[n] amerikanische[n] Unterhaltungsfilm um eine Ehekrise auf einsamer Südseeinsel“.

## Deutsche Fassung
Die deutsche Synchronfassung entstand 1957 im MGM Synchronisations-Atelier Berlin.
| Rolle                          | Darsteller      | Synchronsprecher    |
| ------------------------------ | --------------- | ------------------- |
| Lady Susan Ashlow              | Ava Gardner     | Agi Prandhoff       |
| Sir Philip Ashlow              | Stewart Granger | Wolfgang Lukschy    |
| Henry Brittingham-Brett        | David Niven     | Curt Ackermann      |
| Mario                          | Walter Chiari   | Harry Wüstenhagen   |
| Rev. Bertram Brittingham-Brett | Finlay Currie   | Walther Suessenguth |
| Mr. Trollope                   | Henry Oscar     | Kurt Waitzmann      |